# Чентало
Чента̀ло (на италиански: Centallo; на пиемонтски: Sental, Сентал) е градче и община в Северна Италия, провинция Кунео, регион Пиемонт. Разположено е на 424 m надморска височина. Населението на общината е 6733 души (към 2010 г.).